# Lamar Hunt U.S. Open Cup 2014
La Lamar Hunt U.S. Open Cup 2014 è stata la centunesima edizione della coppa nazionale statunitense, iniziata il 7 maggio 2014 e terminata il 16 settembre 2014.
Il torneo è stato vinto dai Seattle Sounders, al suo quarto titolo, che hanno battuto in finale i Philadelphia Union per 3-1 dopo i tempi supplementari.

## Squadre partecipanti
MLS 
- Chicago Fire
- Chivas USA
- Colorado Rapids
- Columbus Crew
- D.C. United
- FC Dallas
- Houston Dynamo
- LA Galaxy

- N.E. Revolution
- N.Y. Red Bulls
- Philadelphia Union
- Portland Timbers
- Real Salt Lake
- S.J. Earthquakes
- Seattle Sounders
- Sporting K.C.

 NASL 
- Atlanta Silverbacks
- Carolina RailHawks
- Ft. Lauderdale Strikers
- Indy Eleven

- Minnesota Utd
- N.Y. Cosmos
- S.A. Scorpions
- T.B. Rowdies

 USL Pro 
- Arizona United
- Charleston Battery
- Charlotte Eagles
- Dayton Dutch Lions
- Harrisburg City I.
- Ventura County
- OKC Energy

- OC Blues
- Orlando City
- Richmond Kickers
- Pittsburgh Riverhounds
- Rochester Rhinos
- Sacramento Republic
- Wilmington Hammerheads

 NPSL 
- Brooklyn Italians
- CD Aguiluchos USA
- Chattanooga FC
- Detroit City
- Greater Binghamton FC Thunder
- Jacksonville United

- Lehigh Valley United
- N.Y. Red Bulls U23
- RVA FC
- San Diego Flash
- Tulsa Athletics

 PDL 
- Austin Aztex
- Baltimore Bohemians
- PC Beach Pirates
- Carolina Dynamo
- C.V. Fuego
- GPS Portland Phoenix
- Jersey Express
- Laredo Heat
- L.A. Misioneros
- Michigan Bucks

- Ocala Stampede
- Ocean City Nor'easters
- Orlando City U23
- Portland Timbers U23
- Reading Utd
- Real Colorado Foxes
- Ventura C.F.
- Vermont Voltage
- Western Mass Pioneers

 USASA 
- Cal FC
- Des Moines Menace
- GPS Massachusetts
- Icon FC
- N.Y. Greek American

- North Texas Rayados
- PSA Elite
- Red Force
- RWB Adria
- Schwaben AC

 USCS 
- SC Corinthians USA

 USSSA 
- Colorado Rovers

## Date
| Turno            | Data                    |
| ---------------- | ----------------------- |
| Primo turno      | 7 maggio 2014           |
| Secondo turno    | 13-14 maggio 2014       |
| Terzo turno      | 27-28 maggio 2014       |
| Quarto turno     | 11-14-17-18 giugno 2014 |
| Quinto turno     | 24-25 giugno 2014       |
| Quarti di finale | 8-9 luglio 2014         |
| Semifinali       | 12-13 agosto 2014       |
| Finale           | 16 settembre 2014       |

## Risultati
Fonte: TheCup.us

### Primo turno
Si è svolto mercoledì 7 maggio 2014.
| Squadra 1             | Risultato       | Squadra 2            |
| --------------------- | --------------- | -------------------- |
| Colorado Rovers       | 1 - 2           | Red Force            |
| GPS Portland Phoenix  | 0 - 1 (dts)     | Lehigh Valley United |
| Western Mass Pioneers | 4 - 1           | GPS Massachusetts    |
| San Diego Flash       | forfeit         | SC Corinthians USA   |
| PSA Elite             | 1 - 1 (3-2 dcr) | L.A. Misioneros      |
| Ventura C.F.          | 2 - 1           | CD Aguiluchos USA    |
| N.Y. Red Bulls U23    | 2 - 1           | Vermont Voltage      |
| Detroit City          | 2 - 2 (1-3 dcr) | RWB Adria            |

### Secondo turno
Si è disputato martedì 13 e mercoledì 14 maggio 2014.
| Squadra 1              | Risultato       | Squadra 2                     |
| ---------------------- | --------------- | ----------------------------- |
| Charlotte Eagles       | 3 - 1           | Carolina Dynamo               |
| Portland Timbers U23   | 2 - 3           | Arizona United                |
| Tulsa Athletics        | 0 - 2           | OKC Energy                    |
| Laredo Heat            | 2 - 1           | Red Force                     |
| Austin Aztex           | 4 - 4 (2-4 dcr) | North Texas Rayados           |
| Baltimore Bohemians    | 4 - 1           | Icon FC                       |
| Lehigh Valley United   | 0 - 4           | Harrisburg City I.            |
| Jersey Express         | 2 - 4           | Brooklyn Italians             |
| RVA FC                 | 1 - 6           | Richmond Kickers              |
| Ocean City Nor'easters | 0 - 2           | N.Y. Greek American           |
| Rochester Rhinos       | 2 - 1 (dts)     | Western Mass Pioneers         |
| Reading Utd            | 5 - 2           | Greater Binghamton FC Thunder |
| Ventura County         | 6 - 1           | Cal FC                        |
| San Diego Flash        | forfeit         | PSA Elite                     |
| Sacramento Republic    | 2 - 1           | Ventura C.F.                  |
| C.V. Fuego             | 2 - 0           | OC Blues                      |
| Des Moines Menace      | 3 - 0           | Real Colorado Foxes           |
| Charleston Battery     | 4 - 0           | PC Beach Pirates              |
| Orlando City U23       | 2 - 1           | Jacksonville United           |
| Orlando City           | 4 - 1           | Ocala Stampede                |
| Chattanooga FC         | 3 - 1           | Wilmington Hammerheads        |
| Pittsburgh Riverhounds | 3 - 1           | N.Y. Red Bulls U23            |
| Michigan Bucks         | 0 - 1 (dts)     | RWB Adria                     |
| Schwaben AC            | 0 - 2           | Dayton Dutch Lions            |

### Terzo turno
Si è giocato martedì 27 e mercoledì 28 maggio 2014.
| Squadra 1               | Risultato         | Squadra 2           |
| ----------------------- | ----------------- | ------------------- |
| Carolina RailHawks      | 2 - 0             | Charlotte Eagles    |
| Arizona United          | 2 - 1 (dts)       | OKC Energy          |
| Ft. Lauderdale Strikers | 2 - 3             | Laredo Heat         |
| S.A. Scorpions          | 4 - 2             | North Texas Rayados |
| Baltimore Bohemians     | 2 - 4             | Harrisburg City I.  |
| N.Y. Cosmos             | 2 - 0             | Brooklyn Italians   |
| Richmond Kickers        | 2 - 1             | N.Y. Greek American |
| Rochester Rhinos        | 2 - 1 (dts)       | Reading Utd         |
| Ventura County          | 0 - 0 (1-3 dcr)   | PSA Elite           |
| Sacramento Republic     | 6 - 0             | C.V. Fuego          |
| Des Moines Menace       | 0 - 1             | Minnesota Utd       |
| Charleston Battery      | 2 - 2 (11-12 dcr) | Orlando City U23    |
| Orlando City            | 4 - 1             | T.B. Rowdies        |
| Chattanooga FC          | 0 - 5             | Atlanta Silverbacks |
| Pittsburgh Riverhounds  | 3 - 2 (dts)       | RWB Adria           |
| Indy Eleven             | 5 - 2             | Dayton Dutch Lions  |

### Quarto turno
Si è disputato mercoledì 11, sabato 14, martedì 17 e mercoledì 18 giugno 2014.
| Squadra 1           | Risultato       | Squadra 2              |
| ------------------- | --------------- | ---------------------- |
| Carolina RailHawks  | 1 - 1 (3-2 dcr) | Chivas USA             |
| Arizona United      | 1 - 2           | LA Galaxy              |
| Houston Dynamo      | 1 - 0           | Laredo Heat            |
| FC Dallas           | 2 - 0           | S.A. Scorpions         |
| Philadelphia Union  | 3 - 1 (dts)     | Harrisburg City I.     |
| N.Y. Cosmos         | 3 - 0           | N.Y. Red Bulls         |
| Richmond Kickers    | 2 - 3           | N.E. Revolution        |
| Rochester Rhinos    | 1 - 0           | D.C. United            |
| Seattle Sounders    | 5 - 0           | PSA Elite              |
| S.J. Earthquakes    | 2 - 1           | Sacramento Republic    |
| Sporting K.C.       | 2 - 0           | Minnesota Utd          |
| Portland Timbers    | 3 - 0           | Orlando City U23       |
| Colorado Rapids     | 5 - 2           | Orlando City           |
| Atlanta Silverbacks | 2 - 1           | Real Salt Lake         |
| Chicago Fire        | 2 - 1           | Pittsburgh Riverhounds |
| Columbus Crew       | 2 - 1 (dts)     | Indy Eleven            |

### Quinto turno
Si è svolto martedì 24 e mercoledì 25 giugno 2014.
| Squadra 1          | Risultato       | Squadra 2           |
| ------------------ | --------------- | ------------------- |
| Carolina RailHawks | 1 - 0 (dts)     | LA Galaxy           |
| Houston Dynamo     | 2 - 3 (dts)     | FC Dallas           |
| Philadelphia Union | 2 - 1 (dts)     | N.Y. Cosmos         |
| N.E. Revolution    | 2 - 1           | Rochester Rhinos    |
| Seattle Sounders   | 1 - 1 (4-1 dcr) | S.J. Earthquakes    |
| Sporting K.C.      | 1 - 3           | Portland Timbers    |
| Colorado Rapids    | 1 - 2           | Atlanta Silverbacks |
| Chicago Fire       | 4 - 2 (dts)     | Columbus Crew       |

### Tabellone
|  | Quarti di finale    | Quarti di finale    | Quarti di finale         |                          |                    | Semifinali         | Semifinali | Semifinali |  |  | Finale | Finale | Finale |  |
|  |                     |                     |                          |                          |                    |                    |            |            |  |  |        |        |        |  |
|  | Carolina RailHawks  | Carolina RailHawks  | 2                        |                          |                    |                    |            |            |  |  |        |        |        |  |
|  | Carolina RailHawks  | Carolina RailHawks  | 2                        |                          |                    |                    |            |            |  |  |        |        |        |  |
|  | FC Dallas           | FC Dallas           | 5                        |                          |                    |                    |            |            |  |  |        |        |        |  |
|  | FC Dallas           | FC Dallas           | 5                        |                          | FC Dallas          | FC Dallas          | 1 (3)      |            |  |  |        |        |        |  |
|  |                     |                     |                          |                          | FC Dallas          | FC Dallas          | 1 (3)      |            |  |  |        |        |        |  |
|  |                     |                     | Philadelphia Union (dtr) | Philadelphia Union (dtr) | 1 (4)              |                    |            |            |  |  |        |        |        |  |
|  | Philadelphia Union  | Philadelphia Union  | Philadelphia Union (dtr) | Philadelphia Union (dtr) | 1 (4)              | 2                  |            |            |  |  |        |        |        |  |
|  | Philadelphia Union  | Philadelphia Union  |                          |                          |                    |                    |            |            |  |  |        |        |        |  |
|  | N.E. Revolution     | N.E. Revolution     | 0                        |                          |                    |                    |            |            |  |  |        |        |        |  |
|  | N.E. Revolution     | N.E. Revolution     | 0                        |                          | Philadelphia Union | Philadelphia Union | 1          |            |  |  |        |        |        |  |
|  |                     |                     |                          |                          |                    |                    |            |            |  |  |        |        |        |  |
|  |                     |                     | Seattle Sounders         | Seattle Sounders         | 3                  |                    |            |            |  |  |        |        |        |  |
|  | Seattle Sounders    | Seattle Sounders    | Seattle Sounders         | Seattle Sounders         | 3                  | 3                  |            |            |  |  |        |        |        |  |
|  | Seattle Sounders    | Seattle Sounders    |                          |                          |                    |                    |            |            |  |  |        |        |        |  |
|  | Portland Timbers    | Portland Timbers    | 1                        |                          |                    |                    |            |            |  |  |        |        |        |  |
|  | Portland Timbers    | Portland Timbers    | 1                        |                          | Seattle Sounders   | Seattle Sounders   | 6          |            |  |  |        |        |        |  |
|  |                     |                     |                          |                          | Seattle Sounders   | Seattle Sounders   | 6          |            |  |  |        |        |        |  |
|  |                     |                     | Chicago Fire             | Chicago Fire             | 0                  |                    |            |            |  |  |        |        |        |  |
|  | Atlanta Silverbacks | Atlanta Silverbacks | Chicago Fire             | Chicago Fire             | 0                  | 1                  |            |            |  |  |        |        |        |  |
|  | Atlanta Silverbacks | Atlanta Silverbacks |                          |                          |                    |                    |            |            |  |  |        |        |        |  |
|  | Chicago Fire        | Chicago Fire        | 3                        |                          |                    |                    |            |            |  |  |        |        |        |  |

Fonte: TheCup.us

### Quarti di finale
Si sono disputati martedì 8 e mercoledì 9 luglio 2014.
| Squadra 1           | Risultato   | Squadra 2        |
| ------------------- | ----------- | ---------------- |
| Carolina RailHawks  | 2 - 5       | FC Dallas        |
| Philadelphia Union  | 2 - 0       | N.E. Revolution  |
| Seattle Sounders    | 3 - 1 (dts) | Portland Timbers |
| Atlanta Silverbacks | 1 - 3       | Chicago Fire     |

### Semifinali
Si sono giocate martedì 12 e mercoledì 13 agosto 2014.
| Squadra 1        | Risultato       | Squadra 2          |
| ---------------- | --------------- | ------------------ |
| FC Dallas        | 1 - 1 (3-4 dcr) | Philadelphia Union |
| Seattle Sounders | 6 - 0           | Chicago Fire       |

### Finale
| Arbitro: | Armando Villarreal |

|         |           |                                       |
| Edu 38’ | Marcatori | 47’ Barrett 101’ Dempsey 114’ Martins |